# Saison 1910 de l'ANH
Saison suivante
La saison 1910 de l'ANH est la première saison de l'Association nationale de hockey. Sept équipes jouent 12 matches chacune. Les Wanderers de Montréal remportent la compétition et se voient récompensés par le Trophée O'Brien. Ils remportent par la suite la Coupe Stanley en battant les Dutchmen de Berlin.

## Contexte

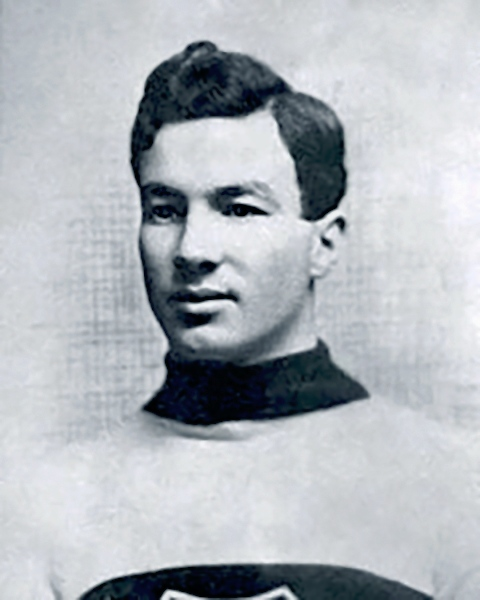
Art Ross avec les Wanderers de Montréal

Une guerre au plus offrant se déroule alors afin de recruter les meilleurs joueurs en activité. Ainsi, Frank Patrick et Lester Patrick se joignent à Renfrew pour la somme de 3 000 dollars pour Franck et 2 000 pour son frère. Les Comets signent Art Ross pour 2 700 dollars alors que la vedette Frederick « Cyclone » Taylor se fait désirer. Ainsi dans un premier temps, il est annoncé que Taylor ne s'entend plus avec la direction de l'Ottawa Hockey Club et quelque temps plus tard, la direction de l'équipe de Renfrew affirme lui avoir fait signer un contrat. Une semaine plus tard, Taylor contredit l'annonce et déclare qu'il a décidé de rester à Ottawa. Il faut encore attendre une semaine pour que Taylor annonce avoir changé une nouvelle fois d'avis et avoir signé un contrat de 5 250 dollars pour une saison d'une douzaine de matches. Il est alors le joueur le mieux payé de toute la ligue et même le sportif canadien le mieux payé – sa paye étant supérieure à celle du premier ministre canadien, qui touche alors 2 500 dollars par année. 
Le premier match de la saison a lieu le 5 janvier 1910 et oppose Cobalt aux Canadiens, soit six jours après les premières rencontres de la saison de l'ACH. Le 15 janvier, les dirigeants des deux ligues se rencontrent afin de discuter d'un futur commun ; les dirigeants de l'ANH proposent uniquement à deux équipes de l'ACH de les rejoindre : Ottawa et les Shamrocks de Montréal. Les deux clubs changent alors de compétition ce qui met fin à la courte existence de l'ACH. M. Doheney devient le premier président de l'ANH, mais il est remplacé lors de la fusion avec l'ACH par Emmett Quinn.
Le calendrier de la première saison de l'ANH compte douze rencontres pour chacune des sept équipes du circuit. Les matchs sont constitués de deux mi-temps de 30 minutes chacune et chaque équipe aligne sept joueurs : un gardien, un point et un cover (les défenseurs), un centre et ses deux ailiers ainsi qu'un rover. Avec onze victoires et une seule défaite, les Wanderers remportent le premier titre de l'association ; ils remportent alors la coupe Stanley et également le Trophée O'Brien, en tant que meilleure équipe de l'ANH.

## Résultats

### Classement de la saison régulière
| Clt   | Équipe                       | PJ | V  | D  | N | BP | BC  | Pts |
| ----- | ---------------------------- | -- | -- | -- | - | -- | --- | --- |
| +001, | Wanderers de Montréal        | 12 | 11 | 1  | 0 | 91 | 41  | 22  |
| +002, | Club de hockey d'Ottawa      | 12 | 9  | 3  | 0 | 89 | 66  | 18  |
| +003, | Creamery Kings de Renfrew    | 12 | 8  | 3  | 1 | 96 | 54  | 17  |
| +004, | Silver Kings de Cobalt       | 12 | 4  | 8  | 0 | 79 | 104 | 8   |
| +005, | Club de hockey de Haileybury | 12 | 4  | 8  | 0 | 77 | 83  | 8   |
| +006, | Shamrocks de Montréal        | 12 | 3  | 8  | 1 | 52 | 95  | 7   |
| +007, | Canadiens de Montréal        | 12 | 2  | 10 | 0 | 59 | 100 | 4   |

- Champion de la saison régulière

### Meilleurs buteurs

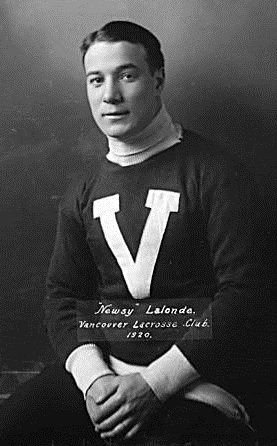
Édouard Lalonde, meilleur buteur du circuit.

Édouard Lalonde finit meilleur buteur de cette première saison de l'ANH avec 38 buts en 11 rencontres ; il débute avec les Canadiens puis rejoint Renfrew pour la fin de la saison. En 5 matchs avec sa nouvelle équipe, il inscrit 22 buts.
| Joueur           | Équipe              | PJ | B  | Pun |
| ---------------- | ------------------- | -- | -- | --- |
| Édouard Lalonde  | Canadiens / Renfrew | 11 | 38 | 56  |
| Ernie Russell    | Wanderers           | 12 | 32 | 51  |
| Harry Smith      | Cobalt / Haileybury | 13 | 28 | 26  |
| Herb Clarke (en) | Cobalt              | 11 | 23 | 27  |
| Lester Patrick   | Renfrew             | 11 | 23 | 25  |
| Harry Hyland     | Wanderers           | 10 | 20 | 23  |
| Horace Gaul (en) | Haileybury          | 12 | 20 | 53  |
| Marty Walsh      | Ottawa              | 11 | 19 | 44  |
| Steve Vair (en)  | Cobalt              | 12 | 19 | 8   |
| Bruce Ridpath    | Ottawa              | 12 | 16 | 32  |